# Coptocercus matthewsi
Coptocercus matthewsi är en skalbaggsart som beskrevs av Wang 1995. Coptocercus matthewsi ingår i släktet Coptocercus och familjen långhorningar. Inga underarter finns listade i Catalogue of Life.